# Kemeten
Kemeten (mađarski: Vaskomját) je općina u kotaru Borta u Gradišću, Austrija. 